# Анна-Марія Брауншвейг-Каленберг-Геттінгенська
А́нна-Марі́я Брауншве́йг-Каленбе́рг-Ге́ттінгенська (нім. Anna Maria von Braunschweig-Calenberg-Göttingen; 23 квітня 1532 — 20 березня 1568) — брауншвейзька принцеса, герцогиня Прусська (1550—1568). Представниця німецької династії Вельфів. Народилася в Мюндені, Ганновер. Донька герцога  Брауншвейзького Еріха I (1470—1540) та принцеси Бранденбурзької Єлизавети (1510—1558). Друга дружина прусського герцога Альбрехта (з 26 лютого 1550); вийшла заміж у 17-річному віці, в той час як її наречений мав 59 років. Матір другого прусського герцога Альбрехта-Фрідріха. Померла від чуми в Тапіауському замку, в Нойхаузені, Пруссія, поблизу Кенігсберга.
Також А́нна-Марі́я Ве́льф, А́нна-Марі́я Брауншве́йзька, А́нна-Марі́я Брауншве́йг-Люнебу́рзька.

## Родина
Чоловік — Альбрехт Гогенцоллерн, герцог Прусський.
Діти:
- Єлизавета (20 травня 1551 — 19 лютого 1596)
- Альбрехт-Фрідріх (1553—1618) — герцог Прусський.